# Johann Peter Kellner
Johann Peter Kellner (variantes: Keller, Kelner) (Gräfenroda, Thuringia, 28 de septiembre de 1705–Ibidem, 19 de abril de 1772) fue un compositor y organista alemán. Fue el padre de Johann Christoph Kellner.

## Vida
Johann Peter Kellner nació en Gräfenroda, Thuringia. Sus padres pretendían que siguiera la carrera de su padre como comerciante de negro de carbón. Se dedicó a la música desde la infancia, y aprendió a cantar con el cantante Johann Peter Nagel y teclado con Johann Heinrich Nagel, que era el hijo del primero. Estudió durante un año desde 1720 con el organista Johann Schmidt en Zella, seguido de un año con el organista Hieronymus Florentius Quehl (o Kehl) en Suhl, durante el que también estudió composición. Conoció a Johann Sebastian Bach, aunque no se sabe si llegó a ser su alumno, y también conoció a George Frideric Handel. En 1722 regresó Gräfenroda durante tres años. Fue designado cantor de Frankenhain en octubre de 1725, para volver a Gräfenroda en diciembre de 1727 como cantor asistente. Fue cantor tras la muerte de Nagel en 1732 y permaneció en el puesto el resto de su vida. Entre sus alumnos se encuentran Johann Philipp Kirnberger, Johannes Ringk y Johann Ernst Rembt. Kellner fue admirado como organista y actuó para los Duques de Coburg y Weimar, así como para el Príncipe de Sondershausen.
Kellner jugó un papel importante en la difusión de la música de Johann Sebastian Bach, a través de las numerosas copias manuscritas hechas por él y su círculo, en especial de obras para teclado y órgano. Estas copias constituyen la fuente más temprana o la única de muchas obras, y proporcionan información sobre su cronología, la historia de composición y la autenticidad. Existen pruebas de que transcribió la Sonata a trío para órgano BWV 1027/BWV 1039 de Bach (que era originalmente para viola da gamba y clavecín o dos flautas y bajo continuo), aunque solo se conserva el primer movimiento de su mano, el cuarto movimiento (BWV 1027A) pervive en una copia realizada por su alumno Johann Nicolaus Mempel y el segundo movimiento de otra mano.

## Obra
Su música para tecla está escrita en el típico estilo galante, aunque también muestra influencias de El clave bien temperado de Bach. Publicado en Arnstadt.

### Música instrumental[1]
Música para órgano
- Fuga en re menor, BWV Anh 180
- Prelude y fuga en re menor
- 2 Tríos, re mayor, sol mayor, en Die Orgel II/7 (Lippstadt, 1958)
- Preludio en do mayor, en Orgelmusik um Johann Sebastian Bach (Wiesbaden, 1985)
- 2 fugas en do menor y re mayor
- 3 preludios en do mayor, do mayor y sol menor
- 2 preludios y fugas en sol mayor
- Se ha sugerido que Kellner compuso la Tocata y fuga en re menor

Música para teclado
- Certamen musicum, bestehend aus Präludien, Fugen, Allemanden, Couranten, Sarabanden, Giguen, wie *auch Menuetten, 6 suites (1739–1749)
- 3 Sonatas (1752)
- Manipulus musices, oder Eine Hand voll kurzweiliger Zeitvertreib, 4 suites (1752–1756)
- Concerto en fa mayor (Leipzig, 1956)
- 2 fugas en la menor y do mayor
- Menuet en la menor
- 3 preludes y fugas en la menor, do mayor y sol mayor
- 2 sonatas
- 12 Variaciones

### Música vocal
- 36 cantatas de iglesia, en Stadt- und Universitätsbibliothek, Frankfurt
- Ciclo anual de cantatas de iglesia con órgano, 1753 (perdido)

Arreglos corales
- Herzlich tut mich verlangen, BWV Anh 47 (Leipzig, 1907)
- Was Gott tut, das ist wohlgetan (Leipzig, 1907)
- Wer nur den lieben Gott lässt walten (Wiesbaden, 1985)
- Lobt Gott, ihr Christen, allzugleich; Nun danket alle Gott
- Allein Gott in der Höh sei Ehr